# Chthonicola sagittatus
Chthonicola sagittatus é uma espécie de ave da família Pardalotidae. É a única espécie do género Chthonicola
É endémica da Austrália.
Os seus habitats naturais são: florestas temperadas.